# Fernando Calcaterra
Fernando Daniel Calcaterra Thomas (Casilda, Provincia de Santa Fe, 19 de junio de 1972) es un exfutbolista argentino. Jugaba de delantero y militó en diversos clubes de Argentina, Chile, México, Perú y Venezuela.
Es hermano del también futbolista Horacio Calcaterra.

## Trayectoria

### Clubes
| Club                | País      | Año       |
| ------------------- | --------- | --------- |
| Newell's Old Boys   | Argentina | 1991-1995 |
| Platense            | Argentina | 1995-1996 |
| O'Higgins           | Chile     | 1996      |
| Yucatán             | México    | 1997      |
| Deportivo Morón     | Argentina | 1997-1998 |
| Deportivo Municipal | Perú      | 1998      |
| Sport Boys          | Perú      | 1999-2000 |
| Caracas FC          | Venezuela | 2001-2002 |